# 北赤道暖流

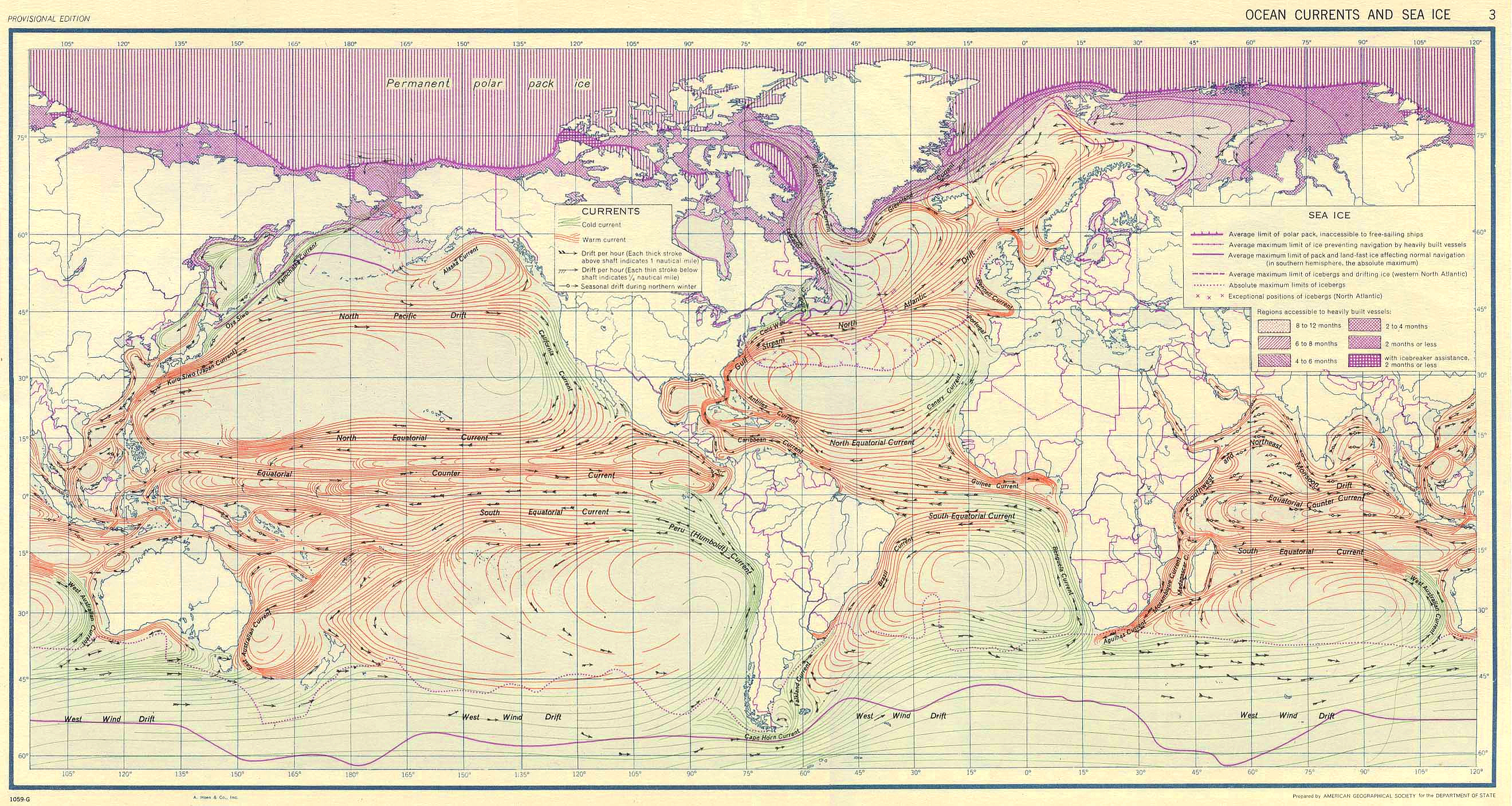
世界洋流概要。

北赤道海流(英語：North Equatorial Current)，為太平洋及大西洋上一支顯著的洋流，緯度位於北緯10度至20度之間，其流向由東向西。北赤道海流為構成亞熱帶環流（Subtropical Gyre）的南支部分。雖然其名為北赤道海流，但其並不與赤道連接，原因是向東流的赤道逆流，將北赤道海流與赤道環流系統分開。